# Torino Olympic Park
Torino Olympic Park är en park skapad för att hantera alla anläggningar som användes för Vinter-OS 2006 i Turin, Italien, och anläggningarna runt omkring i Turin-regionen.
Faciliteter och platser inkluderar: 
- Bardonecchia (snowboard)
- Cesana Pariol (släde, luge, och skelett)
- Cesana San Sicario (alpin skidåkning och skidskytte)
- Lingotto Oval (snabb skridskoåkning)
- Olympiska palatset (ishockey)
- Palavela (konståkning och short track skridskoåkning)
- Pinerolo (lockigt)
- Pragelato (längdskidåkning, nordisk mix och hoppning)
- Sauze d'Oulx (fri skidåkning)
- Sestriere (alpin skidåkning)
- Olympic Stadium (öppnings- och avslutningsceremonier)
- Torino Esposizioni (ishockey).